# Louis Croenen
Louis Croenen (ur. 3 stycznia 1994 w Turnhout) – belgijski pływak, specjalizujący się głównie w stylu dowolnym, motylkowym i zmiennym.
Brązowy medalista mistrzostw Europy na krótkim basenie ze Szczecina w sztafecie 4 × 50 m stylem dowolnym.
Uczestnik igrzysk olimpijskich w Londynie (2012) w sztafecie 4 x 200 m stylem dowolnym (12. miejsce).